# Emmanuel Gounot
Emmanuel Gounot (Gard, 18 giugno 1885 – Lione, 4 maggio 1960) è stato un giurista francese specializzato in diritto familiare.
All'età di tre anni perse il padre, e sua madre andò a stabilirsi nella zona di Lione.
Laureato in filosofia, nel 1912 divenne dottore all'Università di Digione, discutendo una tesi sull'autonomia della volontà, nella quale si ritrovano le preoccupazioni sociali dell'autore.
| Controllo di autorità | VIAF (EN) 287654126 · ISNI (EN) 0000 0003 9335 4344 · BNF (FR) cb127337060 (data) |